# Crassomicrodus muesebecki
Crassomicrodus muesebecki är en stekelart som beskrevs av Marsh 1960. Crassomicrodus muesebecki ingår i släktet Crassomicrodus och familjen bracksteklar. Inga underarter finns listade i Catalogue of Life.